# Steatoda craniformis
Steatoda craniformis là một loài nhện trong họ Theridiidae.
Loài này thuộc chi Steatoda. Steatoda craniformis được miêu tả năm 1992 bởi Zhu & Da-xiang Song.